# Tusxibas
Tusxibas és un llac hipersalí situat a l'antic mar d'Aral. Situat entre el Petit i el Gran Aral. És el tercer llac permanent més gran de la zona del mar d'Aral.
La consegüent disminució del mar d'Aral des de la badia del mateix nom, als afores de la seva part nord-occidental. El nivell de l'aigua va caure dels 50 m als 28 m.

## Història
La badia de Tusxibas va ser dessalinitzada a causa del fet que en el seu fons brolla aigua procedent de l'àrea de descàrrega de la conca artesiana d'Artezianskogo. Està situada a la riba d'un poble de pescadors anomenat Khulandi.
Després de la divisió del mar en el Mar Aral Nord i en el Mar Aral Sud, la badia de Tusxibas és la part més septentrional del Mar Aral Sud. A la tardor de 2004, la Badia de Tusxibas es va separar del Mar Aral Sud. Es va produir una restauració temporal amb el Mar Aral Sud a l'est durant la primavera amb l'abocament de grans quantitats d'aigua des del Mar Aral Nord.
Abans de l'inici de la dessecació del mar d'Aral, les badies de Xevtxenko i Tusxibas dividia la península i l'illa de Kokaral, entre les quals hi havia un estret d'una profunditat de no més de 2 m a Auzy-Kokaral. El 2005, la Badia de Xevtxenko va ser parcialment restaurada amb l'ajuda del  Dic de Kokaral que va ser construïda a l'estret de Berg, i que assoleix una profunditat de 13 metres.
El 2007, la salinitat va ser de 90 ppm, mentre que la part oriental del Mar d'Aral Sud - 120 ... 160, la part occidental del Mar d'Aral Sud - 100 i al Mar d'Aral Nord - 11 ... 14 ppm. El nivell de l'aigua és de 30,5 m sobre el nivell del mar. D'invertebrats autòctons n'hi havia 8 espècies i de 2 espècies invasores. El 2009, el nivell va baixar a una marca de 28 m, mentre que la salinitat va augmentar a 100 ppm.
L'àrea del llac en el 2009 va ser de 338 km², i el 2010, a causa de l'alliberament de l'aigua procedent des del Mar d'Aral Nord n'era de 1.165 km².

## Perspectives
El projecte RSSAM-2 és una opció per elevar el nivell del Mar Aral Nord al nivell de 48-50 m amb la transferència del sobreeixidor de l'estret de Berg a Auzy-Kokaral. Però la finalitat principal de la transferència va ser la reducció de la salinitat a les badies del Nord del mar d'Aral.